# インターシティー125

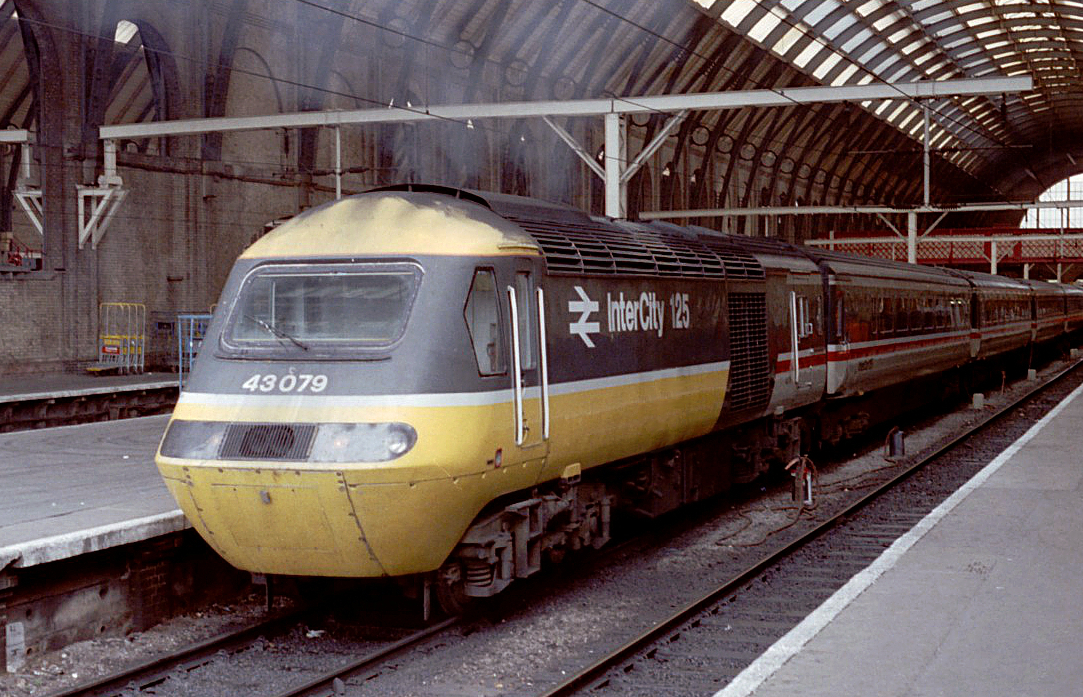
ロンドン・キングス・クロス駅に停車中のインターシティ125。
国鉄時代のインターシティー塗装、1988年。

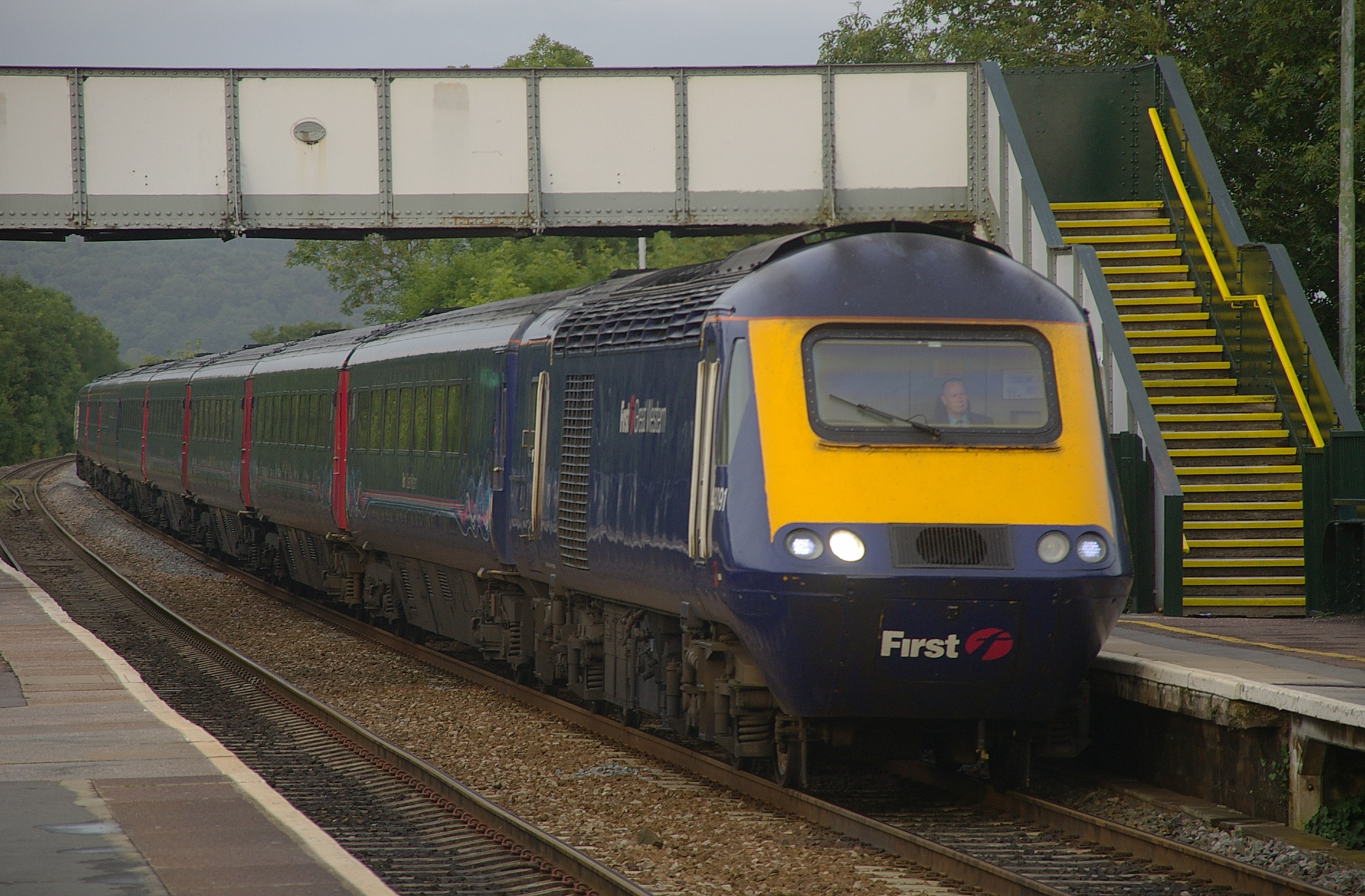
ファースト・グレート・ウェスタンのHST

インターシティー125(InterCity 125)は、イギリスで1976年に運行を開始したディーゼル高速列車のブランド名である。HSTとも呼ばれる。

## 概要
イギリス国鉄のHST(High Speed Train：高速列車)計画によって開発された特急車輛で、HSTとはHigh Speed Trainの略。「125」は運転最高速度に由来し、メートル法での時速200kmをヤード・ポンド法に換算した「時速125マイル」を表している。無煙・非電化での時速200km運転は世界初だった。

## 運用
1976年に253形がウェスタン・リージョンに投入される。1977年5月の夏季ダイヤでは、ブリストルおよび南ウェールズ方面の機関車牽引優等列車をすべて置き換えた。1977年に製造された254形は、1978年5月夏ダイヤからイーストコースト本線で「フライング・スコッツマン」をはじめとする優等列車に就役を開始し、1年以内に55形ディーゼル機関車の運用を置き換えてロンドン・エディンバラ間の所要時間を最大1時間短縮した。
以来着々と路線網を拡張し、1995年にはグレートブリテン島内で全ての幹線を走り、ロンドンの各ターミナル駅と各主要都市を結ぶまでになった。そのうちの多くを日帰り圏に収め、運行本数では各路線とも1時間に1本で利便性もよく、ビジネス・レジャーの両面で人気を博した。
1995年当時でのロンドンと各主要都市の所要時間はほぼ以下の通り。
- バーミンガム - 1時間40分
- マンチェスター - 2時間40分
- リヴァプール - 2時間50分
- オックスフォード - 1時間
- ケンブリッジ - 1時間20分
- ブリストル - 1時間25分
- ブライトン - 1時間
- カーディフ - 1時間55分
- プリマス - 3時間30分
- シェフィールド - 2時間30分
- グラスゴー - 5時間20分

ユーロスター登場後はウォータールー駅に発着し接続する列車も設定された。

## 車両
1両あたり2250hpのパックスマン製V型12気筒ディーゼルエンジン1基を搭載した電気式・4軸70t級の43形ディーゼル機関車を編成の両端に1両ずつ計2両配置、その間にマーク3客車を6両から9両（2等車4両 - 6両、食堂車0両 - 1両、1等車1両 - 2両）を組み込んだ固定編成を組む。登場時は準動力集中式の気動車扱いで形式も253形・254形であったが、後に動力車が43形、客車がマーク3に改称された。機関車のエンジンは後にMTU製に換装された事例も生じている。
客車内は開放式座席で、1列ごとの通路を挟んだ座席配置は1等車が1人と2人の3人掛けで、2等車が2人ずつの4人掛け。窓を挟んで相対する座席の間にはテーブルが設置されている。
1994年のイギリス国鉄民営化後も、イギリス各地の鉄道運行会社（Train operating company）及び鉄道車両リース会社（Rolling Stock Operating Company）で広く用いられている。イギリスの線路を保有・管理するネットワーク・レールは、HSTを改造し軌道検測用の機器を搭載した総合検測車、NMT（イギリス版ドクターイエロー）を保有している。
また、オーストラリア・ニューサウスウェールズ州のカントリーリンクは、このインターシティー125をベースとしたXPT（eXpress Passenger Train）を導入し、1982年からシドニーを起点として運行されている。

## 置き換え
東海岸本線のうち、電化が完成したロンドン - エディンバラ間で完結する列車については、次世代のインターシティー225に運用を譲り、HSTは主に非電化区間へ直通する列車に回った。
2000年代に入ると後継の新型気動車が登場し、アルストム製コラディア1000シリーズの175形、180形「アデランテ」や、ボンバルディア製ボイジャーシリーズの220形「ボイジャー」、221形「スーパーボイジャー」、222形「メリディアン」などが導入された。175形以外は最高速度がHSTと同じ200km/hであり、動力分散方式のためHSTよりも加減速性能が高いが、車内の静寂性に難がある等を理由に、2010年代に入ってもHSTは第一線で運用されてきた。
しかし、都市間高速鉄道計画の一環として日立製作所製の800形及び801形が投入され、グレート・ウェスタン本線系統では2019年にロンドン・パディントンを発着する列車から撤退、東海岸本線でも同年より置き換えが進んでいる。なお、一部の列車はスコットレイルに転属し、編成を短縮して運用が継続されている。 